# Krechów (rejon lwowski)
Krechów (ukr. Крехів, Krechiw) – wieś na Ukrainie, w obwodzie lwowskim, w rejonie lwowskim, 6 km na zachód od Żółkwi. 

## Historia
Wieś prawa wołoskiego, położona była w drugiej połowie XV wieku w ziemi lwowskiej województwa ruskiego. Wzmiankowany po raz pierwszy w 1456 roku, początkowy był wsią królewską w starostwie jarosławskim, potem przeszedł w ręce rodziny Stadnickich, a od XVII wieku - na dziedziczną własność rodziny Sobieskich i jednocześnie został włączony do dóbr rodziny Żółkiewskich. 
W II Rzeczypospolitej miejscowość była siedzibą gminy wiejskiej Krechów w powiecie żółkiewskim województwa lwowskiego.
W 1930 katolicy obrządku łacińskiego rozpoczęli budowę kościoła w Krechowie. Jednak z powodu wybuchu wojny nigdy jej nie dokończyli. 
W kwietniu 1944 nacjonaliści ukraińscy z OUN-UPA zamordowali tutaj 50 Polaków.

## Opis
W wydanym w 1919 r. przewodniku po Galicji dr Orłowicz pisał: Wieś ze starą i bardzo stylową drewnianą cerkiewką. W lesie stoi klasztor bazylianów, połączony z zakładem wychowawczym. Był on dawniej obwarowany; pozostały mury z basztami, wały, brama z kamiennym mostem. Bogaty skarbiec, a w nim wiele szat liturgicznych, krucyfiksów i mszałów z klasztoru w Suczawie. Sama cerkiew o trzech kopułach, obok wysoka dzwonnica. Dwa obrazy, podobno pędzla Altamontego. W archiwum oryginalne przywileje królów polskich i carów rosyjskich, oraz tureckie kwity na okup (m.in. złą polszczyzną pisany kwit chana Selim Gireja z r. 1672). Wiele pamiątek wysprzedano, inne zabrał rząd w 1809 r. Przebywał tu często Jan III, pozostały po nim lipy. Ikonostas z cerkwi w Ławrowie. Pod cerkwią groby zakonników. Niedaleko groty, w których mieszkali zakonnicy przed założeniem klasztoru.

## Monaster Krechowski
Na początku XVII wieku do Krechowa przybyli (prawdopodobnie z Ławry Pieczerskiej w Kijowie) dwaj prawosławni mnisi: Sylwester i Joił, którzy założyli krechowski klasztor, mieszczący się pierwotnie w lesie, na południe od dzisiejszych zabudowań klasztornych. Kilkanaście lat potem Stanisław Żółkiewski ofiarował im działkę u podnóża Pobożnej Góry, na którym około 1618 roku zaczęto wznosić klasztor, już 10 lat później został wydzielony z hierarchii cerkiewnej i obdarzony sporą niezależnością. 30 lat potem, ok. 1650 r. wzniesiono główną cerkiew Przemienienia Pańskiego.
Klasztor w swych dziejach był wielokrotnie niszczony: najpierw w 1659 r. przez Tatarów, w 1670 r. mnichów dosięgła epidemia dżumy, a 2 lata potem ponownie został najechany przez Tatarów - wówczas jednak klasztor się obronił za wstawiennictwem dwóch hetmanów kozackich: Piotra Doroszenki i Iwana Mazepy. Na początku XVIII w. klasztor hojnie obdarował car Piotr I, który w tej okolicy spotkał się z królem polskim Augustem II. W 1721 krechowscy mnisi przyjęli unię i rozpoczęli wznoszenie nowych, murowanych obiektów.
Według Słownika Geograficznego w klasztorze przechowywano oryginalne przywileje z własnoręcznymi podpisami Władysława IV, Jana Kazimierza, Michała Korybuta i Jana III, opatrzone wielkimi pieczęciami. (...) są tu także kwity na małych skrawkach pergaminu po turecku pisane, wydawane niegdyś przez wojsko nieprzyjacielskie oblężonym na znak otrzymanych w okup pieniędzy. (...) Przechowywana była także bardzo ciekawa korespondencja z hetmanem Doroszenką.
W klasztorze znajdują się dwie ikony, uznawane przez pielgrzymów za cudowne: św. Mikołaja (przywieziona tu według tradycji przez założyciela - schimnika Joiła) oraz Matki Boskiej Werchrackiej, które na początku lat 90. wróciły do krechowskiego klasztoru (w czasach ZSRR był tu dom dziecka i szkoła rolnicza).
Od kilku lat klasztor, w kształcie nieregularnego pięcioboku, jest odbudowany i otoczony murem obronnym, a w narożnikach zachowały się 3 baszty, z których jedna, północno-wschodnia - pełni obecnie funkcję dzwonnicy. Rolę głównej świątyni klasztoru pełni dziś murowana cerkiew św. Mikołaja z I połowy XVIII wieku, zbudowana na planie krzyża. Jest to świątynia obronna, o czym świadczą niewielkie okna i spora grubość murów. Wnętrze jest ubogie (co jest skutkiem kilkudziesięcioletnich rządów komunistów), ponownie wiszą tu wspomniane wyżej dwie cudowne ikony. Obok kościoła korpus klasztorny z II połowy XVIII wieku oraz XX-wieczny gmach nowicjatu. Na głównym dziedzińcu klasztoru w ostatnich latach odrestaurowano drewnianą cerkiew Przemienienia Pańskiego, obok niej pomnik Bohdana Chmielnickiego, upamiętniający jego wizytę w Krechowie w 1648.

## Pałac i kościół
- pałac króla Polski Jana III Sobieskiego częściowo rozebrany przez Micewskich, którzy pozostawili jego prawe skrzydło. Na piwnicami części głównej wzniesiono nowy dwór. Obiekt został zniszczony w 1944 r. a otaczający park wycięty[6]
- Ruiny kościoła katolickiego w Krechowie

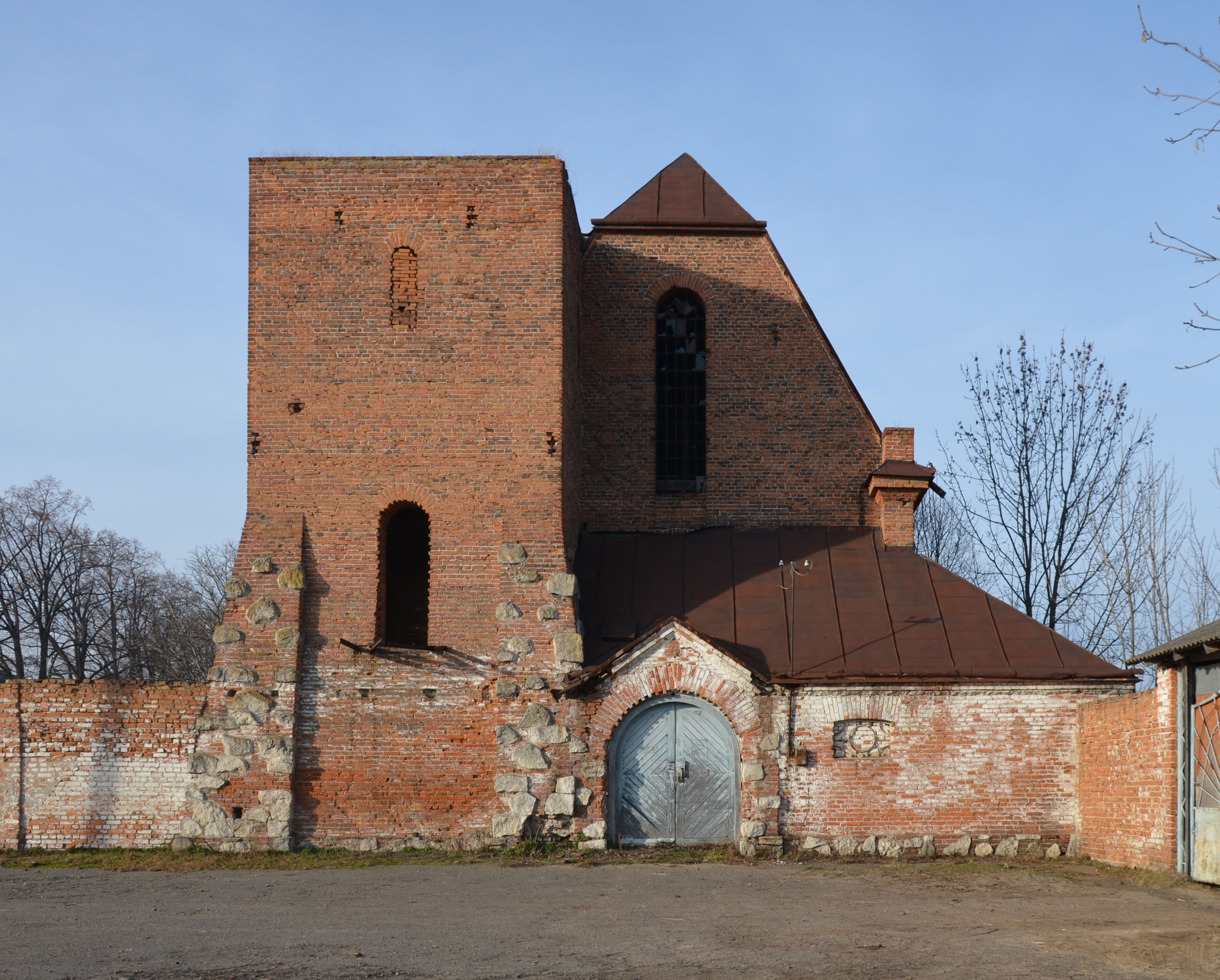
Ruiny kościoła katolickiego w Krechowie

W Krechowie zmarł Tadeusz Rutowski.